# Aldino Herdianto
Aldino Herdianto (sinh ngày 1 tháng 11 năm 1988 ở Binjai, Indonesia) là một cầu thủ bóng đá người Indonesia thi đấu cho Mitra Kukar ở Liga 1 ở vị trí Tiền đạo.

## Sự nghiệp

### PSMS Medan
Năm 2015, Aldino gia nhập PSMS Medan năm 2015 Piala Kemerdekaan, trong trận đấu trước Persinga Ngawi, anh ghi bàn ở phút 61. Tỉ số là 1-1 cho PSMS Medan. Ở phút bù giờ hiệp hai, Legimin Raharjo ghi bàn cho PSMS Medan, 2-1 cho PSMS. Với kết quả này, PSMS trở thành vô địch Piala Kemerdekaan 

### PS TNI
Aldino có màn ra mắt trước Madura United F.C. trong vòng đầu tiên của Indonesia Soccer Championship A 2016 mặc dù ra sân từ ghế dự bị.
Và trong giải đấu này, anh ghi được 8 bàn thắng 

### Mitra Kukar
Năm 2017, Aldino gia nhập Mitra Kukar cùng với đồng đội, Wiganda Pradika 

## Danh hiệu câu lạc bộ
PSMS Medan
Vô địch
- Piala Kemerdekaan: 2015